# Broken Rage – Gebrochene Wut
Broken Rage – Gebrochene Wut (Originaltitel: Broken Rage) ist eine japanische Action-Filmkomödie aus dem Jahr 2024. Die Regie übernahm Takeshi Kitano, der auch das Drehbuch verfasst hat und die Hauptrolle spielt. Die erste Hälfte ist im Stil eines Thrillers erzählt. Die zweite Hälfte ist die gleiche Geschichte, erzählt im Stil einer Komödie.

## Inhalt
Der Film erzählt die Geschichte des alternden Profikillers Nezumi, der im Auftrag von M, Menschen umbringt. Eines Tages wird er von der Polizei verhaftet und bekommt das Angebot, für diese zu spionieren anstatt ins Gefängnis zu gehen. Hierfür muss er sich bei einem Yakuza-Clan anschließen, um deren Drogenkartell auffliegen zu lassen.

## Produktion und Veröffentlichung
Der Film wurde von Amazon MGM Studios produziert. Drehbuch und Regie stammen von Takeshi Kitano. Die Musik stammt von Shin’ya Kiyozuka, die Kamera führte Takeshi Hamada.
Der Film feierte seine Premiere am 6. September 2024 bei den 81. Internationalen Filmfestspielen von Venedig. Der Film ist seit dem 14. Februar 2025 auf Prime Video verfügbar. Im deutschsprachigen Raum ist nur die japanische Originalversion mit deutschen Untertitel verfügbar.

## Rezeption
Der Film bekam gemischte Bewertungen mit einer positiven Tendenz. Bei Prime Video hat der Film derzeit 3,3 von 5 Sternen. Bei Rotten Tomatoes hat er 6,1 von 10 Sternen, erreicht jedoch 86 % auf dem Tomatometer.